# Zwarte Zeeregio
De Zwarte Zeeregio (Karadeniz Bölgesi) is een regio in het noorden van Turkije. De regio grenst in het noorden aan de Zwarte Zee, waarnaar de regio genoemd is. De regio beslaat circa 18% van Turkije. Historisch gezien staat het gebied bekend als de Pontus.
Het gebied ontvangt van alle Turkse regio's de grootste en constantste hoeveelheid neerslag. Het  milde klimaat wordt grotendeels bepaald door het Pontisch Gebergte dat langs de gehele kust loopt. De landstreek zeer vruchtbaar. In de Zwarte Zeeregio wonen naast Osmaanse Turken ook veel minderheden zoals de Çepni (Turkmenen), Lazen (Georgiërs), Hamshenis (Armenen), Rum (Pontische Grieken) en in de steden ook veel Russen en Oekraïners. In de regio wonen gemiddeld 60 inwoners per vierkante kilometer

## Overzicht van de provincies in de Zwarte Zeeregio
| Detailkaart                      |
| -------------------------------- |
|                                  |
| Provincies in de Zwarte Zeeregio |

| Provincie | Provincie | Inwoners  | Oppervlakte | Hoofdplaats | Inwoners |
| --------- | --------- | --------- | ----------- | ----------- | -------- |
|           | Amasya    | 338.267   | 5.731 km²   | Amasya      | 114.921  |
|           | Artvin    | 169.403   | 7.493 km²   | Artvin      | 25.841   |
|           | Bartın    | 203.351   | 1.960 km²   | Bartın      | 81.692   |
|           | Bayburt   | 84.241    | 4.043 km²   | Bayburt     | 48.036   |
|           | Bolu      | 320.824   | 10.716 km²  | Bolu        | 184.682  |
|           | Çorum     | 524.130   | 12.833 km²  | Çorum       | 269.595  |
|           | Düzce     | 405.131   | 1.065 km²   | Düzce       | 194.097  |
|           | Giresun   | 450.862   | 7.151 km²   | Giresun     | 125.682  |
|           | Gümüşhane | 144.544   | 6.125 km²   | Gümüşhane   | 39.214   |
|           | Karabük   | 252.058   | 2.864 km²   | Karabük     | 125.403  |
|           | Kastamonu | 378.115   | 13.473 km²  | Kastamonu   | 125.622  |
|           | Ordu      | 763.190   | 6.001 km²   | Altınordu   | 235.096  |
|           | Rize      | 344.016   | 3.792 km²   | Rize        | 119.828  |
|           | Samsun    | 1.368.488 | 9.474 km²   | Samsun      | 710.000  |
|           | Sinop     | 220.799   | 5.858 km²   | Sinop       | 57.404   |
|           | Tokat     | 596.454   | 9.912 km²   | Tokat       | 163.405  |
|           | Trabzon   | 818.023   | 4.495 km²   | Trabzon     | 293.661  |
|           | Zonguldak | 588.510   | 3.470 km²   | Zonguldak   | 101.749  |

Centraal-Anatolië · Egeïsche Zeeregio · Marmararegio · Middellandse Zeeregio · Oost-Anatolië · Zuidoost-Anatolië · Zwarte Zeeregio